# Alnus japonica
Alnus japonica là một loài thực vật có hoa trong họ Betulaceae. Loài này được (Thunb.) Steud. mô tả khoa học đầu tiên năm 1840.

## Hình ảnh

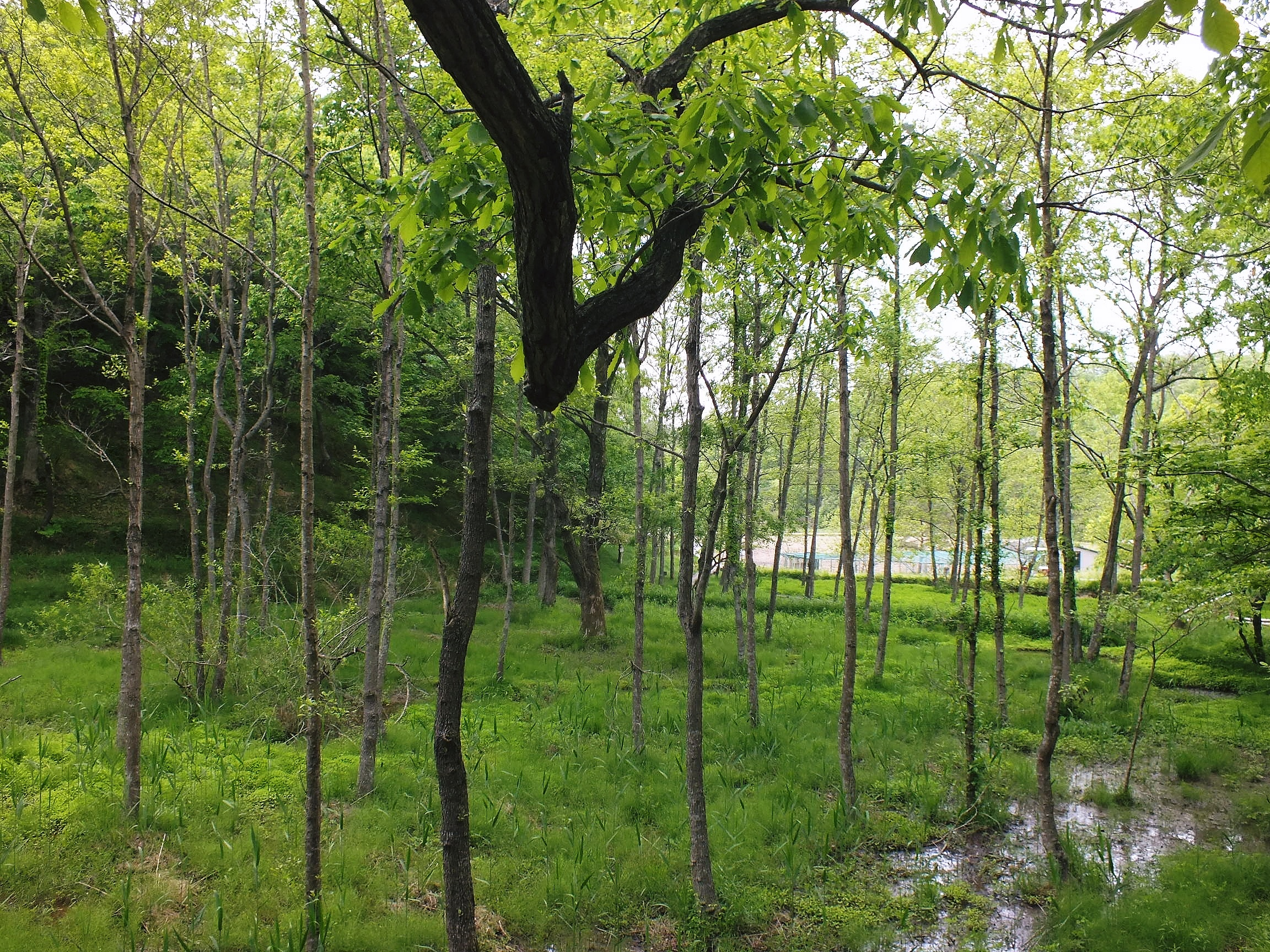
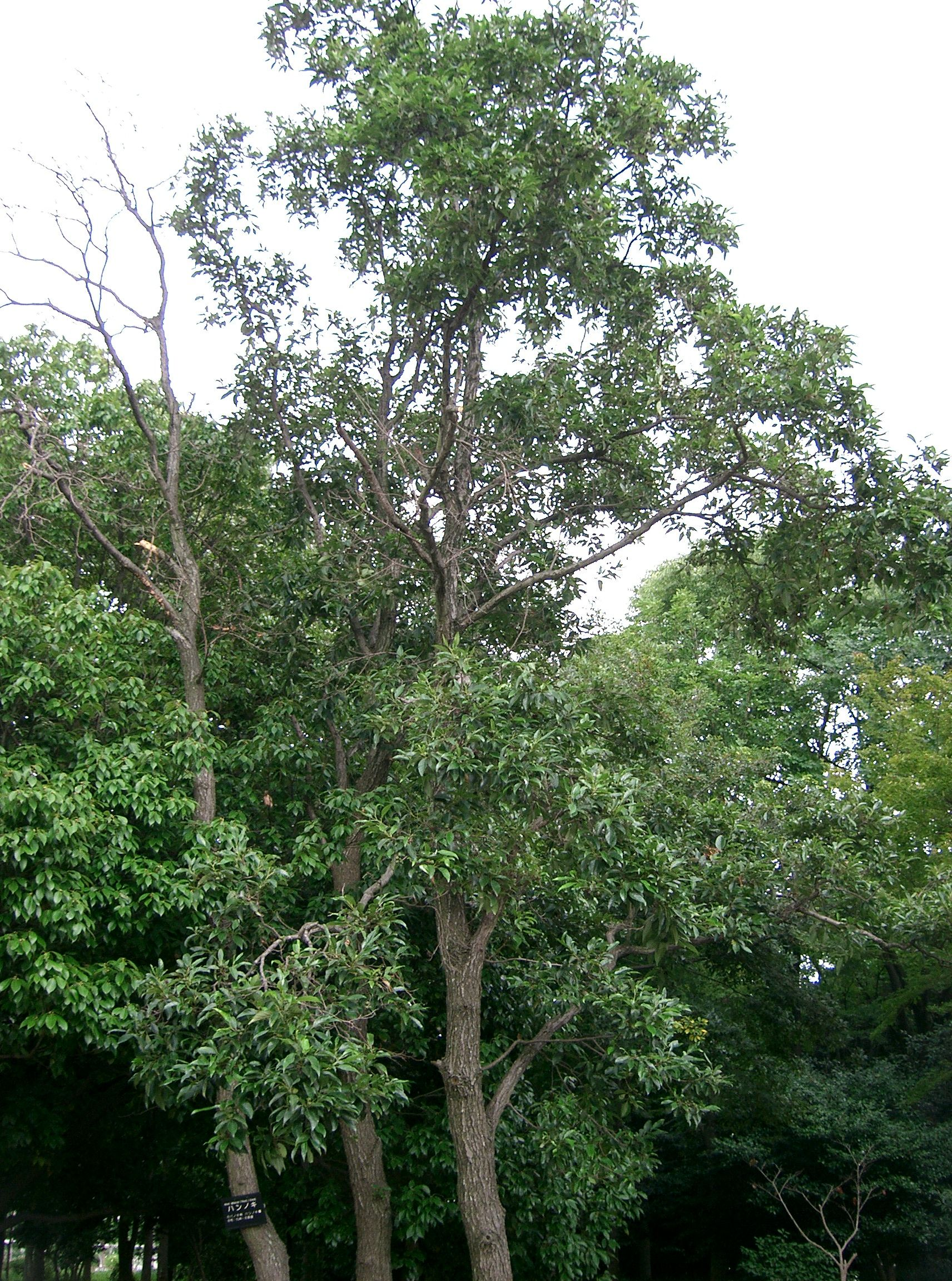
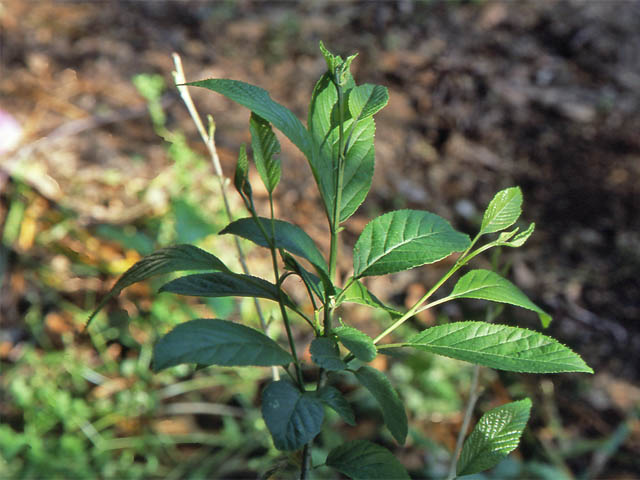
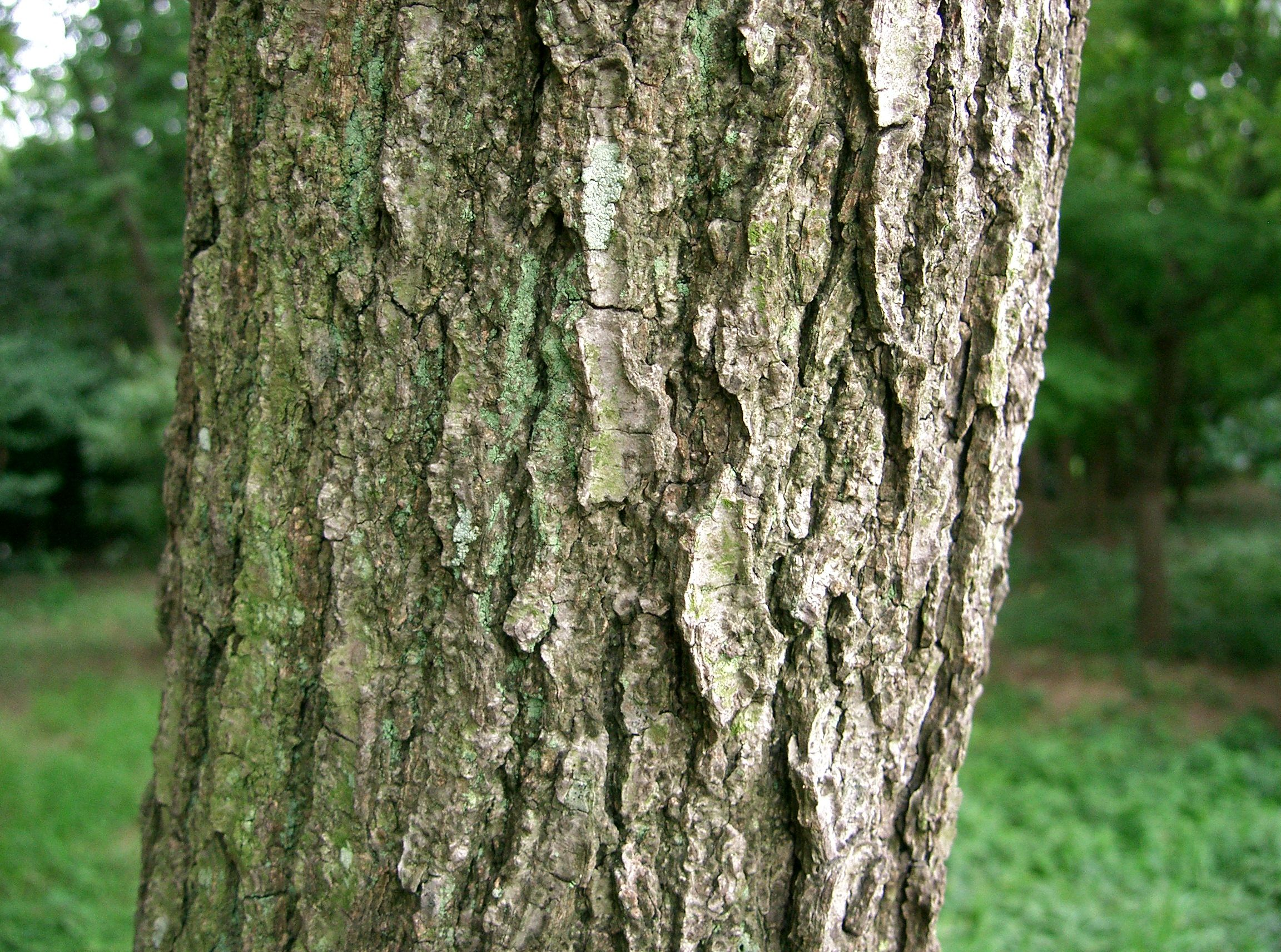